# 萩原仁 (ゲームプロデューサー)
萩原 仁（はぎわら ひとし、1959年4月8日 - ）は、日本のゲームプロデューサー。アミューズメント施設プロデューサー。元バンダイナムコアミューズメント代表取締役社長。

## 概要
神奈川大学第二経済学部卒業。1978年 統合前の株式会社ナムコに入社。高度成長期、ライバル会社との競争が激しい中、平社員のバイヤーとして、お客様にいかに高品質で安価なものを提供するか奔走、20代での営業経験が、現在の代表取締役として行動をする時の一つの指針となっているという。

## 略歴
- 1959年4月8日生 神奈川県出身
- 1992年3月神奈川大学第二経済学部経済学科卒業
- 1978年4月 ナムコ（現バンダイナムコエンターテインメント）入社
- 1992年期間限定の都市型テーマパーク「ナムコ・ワンダーエッグ」を開業に関わる
- 1996年「ナムコ・ナンジャタウン」を開業に関わる
- 2002年4月 ナムコ（現バンダイナムコエンターテインメント）AMカンパニーAM生産グループリーダー
- 2005年4月 ナムコ（現バンダイナムコエンターテインメント）執行役員 AMカンパニー AM編成局長
- 2006年4月 バンダイナムコゲームス（現バンダイナムコエンターテインメント）執行役員 AMカンパニー バイスプレジデント 兼 AM編成局長
- 2007年1月 ナムコ・アメリカ INC.、ナムコ・ヨーロッパ LTD. 取締役（非常勤）を兼務
- 2009年4月 バンダイナムコゲームス（現バンダイナムコエンターテインメント）上席執行役員AM事業本部長 兼 AMプロモーション部ゼネラルマネージャー
- 2010年4月 バンダイナムコゲームス（現バンダイナムコエンターテインメント）上席執行役員AM営業本部 本部長
- 2011年4月 バンダイナムコゲームス（現バンダイナムコエンターテインメント）取締役 アミューズメント営業本部 担当 兼 本部長
- 2012年4月 バンダイナムコゲームス（現バンダイナムコエンターテインメント）取締役 第1事業本部・アミューズメント事業統括本部担当 兼 アミューズメント事業統括本部長
- 2013年4月 バンダイナムコゲームス（現バンダイナムコエンターテインメント）常務取締役 事業統括担当 アミューズメント事業統括本部長
- 2014年4月 ナムコ（現バンダイナムコアミューズメント）代表取締役社長[1]
- 2014年4月 バンダイナムコホールディングス執行役員 アミューズメント施設戦略ビジネスユニット
- 2014年4月 バンダイナムコゲームス非常勤取締役
- 2014年6月 バンダイナムコホールディングス取締役 アミューズメント施設戦略ビジネスユニット
- 2015年4月 バンダイナムコエンターテインメント取締役副社長
- 2016年4月 バンダイナムコエンターテインメント非常勤取締役
- 2018年4月 バンダイナムコホールディングス執行役員 リアルエンターテインメントユニット担当
- 2018年6月 バンダイナムコホールディングス取締役 リアルエンターテインメントユニット担当
- 2021年4月 バンダイナムコアミューズメント取締役会長

## 名言
ナムコのビジネススタイルを「アミューズメント施設は3つの要素で成り立っている。1つは場所、（2つ目は）モノ、（3つ目は）人。その中で当社は人を一番大切にしている。」と話す。「これからも従業員と同じ目線でこれからのエンターテインメントを創造していきたいと考えている。」